# 광주 우리절 오층석탑
광주 우리절 오층석탑은 대한민국 경기도 광주시 도척면 상림리 우리절에 있는 고려시대의 오층석탑이다. 2010년 12월 8일 경기도의 문화재자료 제159호로 지정되었다.

## 개요
고려전기의 전형적인 형태를 하고, 각 부분의 조각 수법 등이 잘된 편이며, 석탑의 규모가 작아지고 세부 표현에서 간략화 된 경향은 고려전기의 시기적인 특징을 반영한 점에서 가치가 인정된다.

## 참고 문헌
- 우리절 5층석탑 - 국가유산청 국가유산포털